# AMD 터보 코어
AMD 터보 코어(AMD Turbo Core, AMD 코어 퍼포먼스 부스트 (CPB)라고도 함)는 AMD가 구현한 동적 주파수 스케일링 기술로, 특정 버전의 프로세서에서 프로세서의 작동 주파수를 동적으로 조정하고 제어하여 필요할 때 성능을 향상시키면서 정상 작동 시 낮은 전력 및 열 매개변수를 유지한다. AMD 터보 코어 기술은 AMD K10 마이크로아키텍처를 기반으로 하는 페넘 II X6 마이크로프로세서부터 구현되었다. AMD 터보 코어는 일부 AMD A-시리즈 가속 처리 장치에서 사용할 수 있다.
AMD 터보 코어는 성능 향상을 위해 사용되는 또 다른 동적 프로세서 주파수 조정 기술인 인텔 터보 부스트와 유사하며, 전력 소비를 줄이고(배터리 수명 절약), 발열을 줄이고, 소음을 줄이기 위해 노트북 프로세서의 작동 주파수를 동적으로 조정하는 데 사용되는 AMD 파워나우!와도 유사하다. AMD 파워나우!는 프로세서 주파수를 줄이는 데 사용되는 반면, AMD 터보 코어는 프로세서 주파수를 늘리는 데 사용된다.

## 배경
프로세서의 클럭 속도를 결정하기 위해 프로세서는 스트레스 테스트를 거쳐 최대 허용 전력량에 도달하기 전에 프로세서가 실행할 수 있는 최대 속도를 결정하는데, 이를 열 설계 전력 또는 TDP라고 한다. 고객들이 프로세서가 정격 TDP를 거의 소모하지 않는다고 불평했으며, 이는 대부분의 소비자들이 최대 스트레스 테스트 중에 소모되는 전력에 근접하지 못했음을 의미한다고 보고되었다. 이러한 문제를 해결하기 위해 평균 CPU 전력(ACP)이라는 매개변수가 사용된다. ACP는 일반적인 사용 시 예상되는 평균 전력을 정의하는 반면, TDP는 최대 소모 전력을 나타낸다. 전력 소모는 열 한계를 고려하고 CPU 전력 손실을 결정할 때 중요한 요소이다.
AMD 터보 코어 및 유사한 동적 프로세서 주파수 조정 기술은 평균 전력 소모가 최대 설계 한계보다 낮다는 점을 활용하여 설계 한계를 초과하지 않고도 짧은 시간 동안 주파수(및 이에 수반되는 전력 및 발열)를 높일 수 있다.

## 특징
AMD 터보 코어의 장점은 다음과 같다:
- 모든 코어가 활성화된 상태에서 최대 900MHz의 추가 클럭 속도를 사용할 수 있으며, 이는 모든 코어가 동시에 부스트될 수 있음을 의미한다.
- 활성 코어 수가 적을수록 전력을 덜 필요로 하고 열을 덜 발생시키므로, 코어 절반이 활성화된 상태에서 훨씬 더 높은 부스트 상태를 잠재적으로 사용할 수 있다.
- 온도가 아닌 전력 소모에 의해 제어되므로 따뜻한 환경에서도 동일한 성능 향상을 사용할 수 있어 최대 주파수가 작업 부하에 따라 달라진다.

라이젠 프로세서와 함께 AMD는 추가 자동 오버클럭 기능을 도입했다:
- 프리시전 부스트(Precision Boost)는 냉각 및 전원 공급 장치에 의해 제약되는 한 순간마다 프로세서를 허용된 최고 주파수에서 실행하려고 시도한다. 주파수는 25MHz 단위로 변경된다.
- 익스텐디드 프리퀀시 레인지(Extended Frequency Range)는 더 나은 냉각 시스템을 갖춘 시스템에서 기본 부스트 범위를 잠금 해제한다.

## AMD 터보 코어를 지원하는 프로세서
- 옵테론
- AMD FX
- AMD APU
- AMD 라이젠
- AMD EPYC
- 일부 페넘 II CPU

## 같이 보기
- AMD 쿨 앤 콰이어트 (데스크톱 CPU)
- AMD 파워나우! (노트북 CPU)
- AMD PowerTune (그래픽)
- 동적 주파수 스케일링
- 인텔 스피드스텝 (CPU)
- 인텔 터보 부스트
- 터보 버튼